# Jean-Christophe Jeauffre
Jean-Christophe Jeauffre est un réalisateur et producteur de cinéma français né à Eaubonne (95) le 26 avril 1966.

## Biographie
Il s’engage dans la Marine française en 1990-1991 et sert sur le porte-avions Foch pendant la guerre du Liban. Responsable du service de production audiovisuelle du bord, il y réalise ses premiers reportages. En 1991, il fonde à Paris l’association Jules Verne Aventures avec Frédéric Dieudonné. Consacrée au cinéma, à l’exploration, à l’éducation et à la nature, elle est aujourd’hui basée à Paris et à Los Angeles. Jeauffre est membre de la Société des explorateurs français depuis 1999.
En 1992, Jean-Christophe Jeauffre et Frédéric Dieudonné créent le Festival Jules Verne, sous le parrainage du Commandant Jacques-Yves Cousteau. Puis, ils développent une unité de documentaires d’aventure et d’exploration pour la télévision, notamment France Télévisions et la chaîne Voyage.
Créé en novembre 1992 à l'Institut océanographique de Paris, au cœur du Quartier latin, où il s'est tenu jusqu'en 2002, le Festival Jules Verne a lieu depuis 2004 au Grand Rex, le plus grand cinéma d'Europe (2 750 places), classée monument historique en 1981.
À la suite de différents voyages et plongées sous-marines, Jean-Christophe Jeauffre décide de lancer des expéditions scientifiques et à renouveler le genre du documentaire d’action, en incluant des éléments de fiction dans le cadre d’une exploration réelle : plongées avec des cétacés, découverte de vestiges de civilisations oubliées dans la jungle amazonienne, énigmes de la planète Mars...
De 1999 à 2008, Jeauffre écrit, réalise et coproduit plusieurs films pour la télévision. Une expédition sur l’Atlantique à bord du trois-mâts Belem donne lieu à une série de documentaires au succès international. Deux livres illustrés sont publiés à la suite de l’expédition. Deux beaux ouvrages illustrés sont publiés à la suite de l’expédition. En 2006, il coécrit et produit le documentaire Explorateurs : Du Titanic à la Lune, réalisé par Frédéric Dieudonné, qui retrace les parcours respectifs du cinéaste James Cameron et de l’astronaute Buzz Aldrin.
Tous ces films sont maintenant distribués aux États-Unis en DVD et Blu-Ray, avec les voix de Christopher Lee (Dracula, Le Seigneur des Anneaux, Star Wars II & III) et Ernest Borgnine (Tant qu’il y aura des hommes, La Horde sauvage). En tant que réalisateur, il est actuellement en post-production d'un film documentaire sur Mars, destiné au cinéma, avec le soutien de la NASA et du Mars Institute.
En 2005, Jean-Christophe Jeauffre et Frédéric Dieudonné créent à Los Angeles la version américaine de Jules Verne Aventures et installent leur bureau, nommé "The Porthole" ("le Hublot"), au cœur de Downtown. Le lancement du Jules Verne Festival de Los Angeles  (octobre 2006 au Shrine Auditorium) a lieu avec George Lucas, Harrison Ford, Jane Goodall et James Cameron comme invités d'honneur, devant 6 300 spectateurs. Depuis, le Jules Verne Festival de Los Angeles accueille plus de 10 000 visiteurs par an.
À ce jour, à Paris ou à Los Angeles, Jules Verne Aventures et le Festival Jules Verne ont accueilli et/ou rendu hommage à Buzz Aldrin, William Shatner, Gérard Depardieu, Catherine Deneuve, Tippi Hedren, Louis de Funès, Jean-Pierre Jeunet, Charlotte Rampling, Stan Lee, Johnny Depp, Tony Curtis, Ted Turner, Ernest Borgnine, Roy E. Disney, Mark Hamill, Larry Hagman (J.R. Ewing dans Dallas), le cast de Heroes et de Lost, Blade Runner, Les Oiseaux d’Hitchcock, 2001 : l'Odyssée de l’Espace, La Planète des Singes, Certains l’aiment chaud, La Horde sauvage,, Star Trek, Star Wars, épisode V : L'Empire contre-attaque, Steve McQueen, John Wayne…
En 2014, Jean-Christophe Jeauffre est élu Fellow de l'Explorers Club, fondé à New York en 1904 pour la promotion de l'exploration scientifique par la recherche et l'éducation.

## Filmographie

### En tant qu'auteur, réalisateur et producteur

#### Documentaires
- 2000 : Les Îles du Diable
- 2001 : Buffalo Bill : le rêve indien
- 2003 : Le Feu de la mer
- 2003 : Les Pouvoirs du fleuve
- 2003 : Les Baleines de l’Atlantide
- 2003 : Cinq mois sur les mers
- 2016 : Passage to Mars

### En tant qu'auteur et producteur
- 2006 : Explorateurs : du Titanic à la Lune de Frédéric Dieudonné